# 岡本巌
岡本 巌（おかもと いわお、1924年5月2日 - 2011年12月4日）は、日本の地球物理学者。陸水学・湖沼学が専門で、長年琵琶湖を調査研究し、琵琶湖の環境保全のための住民運動を行ったことで知られている。滋賀大学名誉教授。

## 人物
鹿児島県谷山村（現：鹿児島市の一部）出身。鹿児島県立第二鹿児島中学校 (旧制)を経て、1945年に第七高等学校造士館 (旧制)を卒業。進学した京都大学理学部（旧制）では海洋物理学を学び、1948年に卒業。卒業後、別府市にある京都大学地球物理学研究所に勤務したがあまり気乗りがしていなかったため、人に勧められて滋賀大学学芸学部（後に教育学部に改称）に移り、以来琵琶湖の調査研究に取り組む。滋賀大学教育学部助教授を経て、教育学部教授を務め、教育学部長や附属中学校長、県環境審議会委員も歴任。琵琶湖の環境保全についても熱意を注いで行政や市民への啓発活動や提言を積極的に行い、びわこ空港建設反対運動においては、「びわこ空港はいらない！県民の会」会長を務めたり、國松善次滋賀県知事（当時）への住民投票請求代表者の一人になったりした。30年間にわたり琵琶湖の調査研究に取り組み、琵琶湖の湖水の交流・水温の変動・河川水の分散、滋賀の気象特性などを解明し、琵琶湖の溶存酸素の挙動を「びわ湖の深呼吸」と呼んだ。2001年、勲三等旭日中綬章を受章。2010年4月に岡本の半生のドキュメンタリー映画制作が、研究仲間や活動仲間によって呼びかけられ、2011年6月に完成した。同年12月に大腸癌によって逝去（享年87歳）。